# 大圩镇 (灵川县)
大圩镇，是中华人民共和国广西壮族自治区桂林市灵川县下辖的一个镇。

## 行政区划
大圩镇下辖以下地区：
大圩社区、大圩村、敢兴村、党村、廖家村、朱家村、李家村、高桥村、上桥村、熊村、下张村、南积村、西马村、涧沙村、袁家村、秦岸村、茯荔村和毛洲村。

## 中国传统村落
- 2012年12月，熊村被评为首批“中国传统村落”。
- 2013年8月，上桥村委上桥、廖家村委毛村被评为第二批中国传统村落。